# Hinckley (Utah)
Hinckley is een plaats (town) in de Amerikaanse staat Utah, en valt bestuurlijk gezien onder Millard County.

## Demografie
Bij de volkstelling in 2000 werd het aantal inwoners vastgesteld op 698.
In 2006 is het aantal inwoners door het United States Census Bureau geschat op 734, een stijging van 36 (5,2%).

## Geografie
Volgens het United States Census Bureau beslaat de plaats een oppervlakte van
13,0 km², geheel bestaande uit land. Hinckley ligt op ongeveer 1399 m boven zeeniveau.

## Plaatsen in de nabije omgeving
De onderstaande figuur toont nabijgelegen plaatsen in een straal van 44 km rond Hinckley.